# 265 v.Chr.

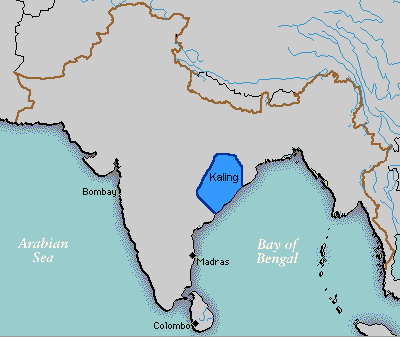
Koninkrijk Kalinga (huidige India)

Het jaar 265 v.Chr. is een jaartal in de 3e eeuw v.Chr. volgens de christelijke jaartelling.

## Gebeurtenissen

### Italië
- Quintus Fabius Maximus Gurges en Lucius Mamilius Vitulus zijn consul in het Imperium Romanum.
- Hiëro II van Syracuse belegert Messina, de stad wordt door de Mamertijnen bezet.

### Griekenland
- De Griekse wiskundige Archimedes ontwikkelt in Alexandrië de Schroef van Archimedes.
- Areus I van Sparta sneuvelt bij Korinthe in de strijd tegen de Macedoniërs, zijn zoon Acrotatus I volgt hem op.
- Antigonus II Gonatas herovert in Attika de stad Megara en belegert Athene.
- De Griekse astronoom Timocharis van Alexandrië ontdekt de planeet Mercurius.

### China
- De Chinese staat Qin valt Han aan, die zich daarop verbindt met de noordelijke staat Zhou.

### Syrië
- Berossus, een Babylonische priester van Bel, schrijft zijn Babylonica in het Grieks.

### India
- Keizer Asoka, heerser van het Mauryaanse Rijk, begint een veldtocht tegen het koninkrijk Kalinga.

## Geboren
- Agis IV (~265 v.Chr. - ~240 v.Chr.), koning van Sparta
- Gnaius Naevius (~265 v.Chr. - ~201 v.Chr.), Latijnse dichter
- Seleucus II Callinicus (~265 v.Chr. - ~225 v.Chr.), koning van het Seleucidenrijk (Syrië)

## Overleden
- Areus I, koning van Sparta
- Acrotatus I, koning van Sparta